# Campeonato Europeo Sub-17 de la UEFA 2025
El Campeonato de Europa Sub-17 de la UEFA 2025 fue la vigésima segunda edición de este torneo organizado por la UEFA (41.ª edición si también se incluyera la era Sub-16). Albania albergó el torneo durante 2025.
Un total de ocho equipos jugaron en el torneo. Los jugadores nacidos a partir del 1 de enero de 2008 fueron elegibles.
El torneo y su clasificación actuaron como clasificatorios de la UEFA para la Copa Mundial Sub-17 de la FIFA. Los 8 clasificados a este torneo junto a los 3 mejores equipos de la eliminatoria no calificados se clasificaron para la Copa Mundial de Fútbol Sub-17 de 2025 en Catar como representantes de la UEFA.

## Clasificación
En la fase final participarán ocho equipos a partir de 2025, que inicialmente competirán en dos grupos de cuatro, y los dos primeros de cada sección avanzarán a las semifinales.

### Equipos clasificados
| Equipo          | Método de calificación | Apariciones | Última aparición | Mejor rendimiento anterior |
| --------------- | ---------------------- | ----------- | ---------------- | -------------------------- |
| Albania         | Sede                   | 2           | 1994             | Fase de grupos (1994)      |
| Italia          | Clasificatorias        | 13          | 2024             | Campeón (2024)             |
| Alemania        | Clasificatorias        | 15          | 2023             | Campeón (2023)             |
| Francia         | Clasificatorias        | 16          | 2024             | Campeón (2022)             |
| Portugal        | Clasificatorias        | 12          | 2024             | Campeón (2016)             |
| República Checa | Clasificatorias        | 8           | 2024             | Subcampeón (2006)          |
| Bélgica         | Clasificatorias        | 9           | 2022             | Semifinal (2018)           |
| Inglaterra      | Clasificatorias        | 17          | 2024             | Campeón (2014)             |

### Sorteo
El sorteo se realizó el 31 de marzo de 2025.

## Sedes
| Durrës Elbasan Rrogozhinë Tirana | Durrës              | Elbasan           |
| Durrës Elbasan Rrogozhinë Tirana | Estadio Niko Dovana | Elbasan Arena     |
| Durrës Elbasan Rrogozhinë Tirana | Capacidad: 12 040   | Capacidad: 12 800 |
| Durrës Elbasan Rrogozhinë Tirana |                     |                   |
| Durrës Elbasan Rrogozhinë Tirana | Rrogozhinë          | Tirana            |
| Durrës Elbasan Rrogozhinë Tirana | Egnatia Arena       | Arena Kombëtare   |
| Durrës Elbasan Rrogozhinë Tirana | Capacidad: 2196     | Capacidad: 22 500 |
| Durrës Elbasan Rrogozhinë Tirana | Arena Egnatia       |                   |

## Fase de grupos
– Clasificados a semifinales.
Todas las horas son locales UTC+1 y en verano UTC+2.

### Grupo A
| Equipo   | Pts | PJ | PG | PE | PP | GF | GC | Dif |
| -------- | --- | -- | -- | -- | -- | -- | -- | --- |
| Francia  | 7   | 3  | 2  | 1  | 0  | 7  | 0  | +7  |
| Portugal | 7   | 3  | 2  | 1  | 0  | 6  | 1  | +5  |
| Alemania | 3   | 3  | 1  | 0  | 2  | 5  | 5  | 0   |
| Albania  | 0   | 3  | 0  | 0  | 3  | 0  | 12 | -12 |

| 19 de mayo de 2025 | Albania | 0:4 (0:1) | Portugal                                                  | Arena Kombëtare, Tirana, Albania |                            |
| 18:00              |         | Reporte   | 36' Quintas · 68' (pen.) Mide · 82' Cabral · 90+2' Soares | Árbitro(s): Patrik Kolarić       | Árbitro(s): Patrik Kolarić |

| 19 de mayo de 2025 | Alemania | 0:3 (0:2) | Francia                               | Elbasan Arena, Elbasan, Albania |                        |
| 20:30              |          | Reporte   | 1' Azizi · 12' N'Guessan · 78' Batola | Árbitro(s): Joey Kooij          | Árbitro(s): Joey Kooij |

| 22 de mayo de 2025 | Albania | 0:4 (0:2) | Alemania                                                   | Elbasan Arena, Elbasan, Albania |                          |
| 18:00              |         | Reporte   | 7' Mensah · 20' Staff · 66' Mike · 85' (pen.) Oteng-Mensah | Árbitro(s): Kamal Umudlu        | Árbitro(s): Kamal Umudlu |

| 22 de mayo de 2025 | Francia | 0:0     | Portugal | Arena Kombëtare, Tirana, Albania |                          |
| 20:30              |         | Reporte |          | Árbitro(s): Lukasz Kuzma         | Árbitro(s): Lukasz Kuzma |

| 25 de mayo de 2025 | Francia                                          | 4:0 (1:0) | Albania | Elbasan Arena, Elbasan, Albania |                                 |
| 20:30              | Malonga 33' · Coulibaly 51' · N'Guessan 66', 79' | Reporte   |         | Árbitro(s): Oleksii Derevinskyi | Árbitro(s): Oleksii Derevinskyi |

| 25 de mayo de 2025 | Portugal                  | 2:1 (0:0) | Alemania    | Arena Kombëtare, Tirana, Albania |                           |
| 20:30              | Soares 76' · Banjaqui 89' | Reporte   | 72' Isbruch | Árbitro(s): Mikkel Redder        | Árbitro(s): Mikkel Redder |

### Grupo B
| Equipo          | Pts | PJ | PG | PE | PP | GF | GC | Dif |
| --------------- | --- | -- | -- | -- | -- | -- | -- | --- |
| Italia          | 9   | 3  | 3  | 0  | 0  | 8  | 4  | +4  |
| Bélgica         | 4   | 3  | 1  | 1  | 1  | 5  | 4  | +1  |
| Inglaterra      | 4   | 3  | 1  | 1  | 1  | 7  | 7  | 0   |
| República Checa | 0   | 3  | 0  | 0  | 3  | 4  | 9  | -5  |

| 20 de mayo de 2025 | Inglaterra    | 1:1 (1:0) | Bélgica       | Arena Egnatia, Rrogozhinë, Albania |                          |
| 18:00              | Rodriguez 12' | Reporte   | 49' Fernandez | Árbitro(s): Lukasz Kuzma           | Árbitro(s): Lukasz Kuzma |

| 20 de mayo de 2025 | Italia                 | 2:1 (2:0) | República Checa | Estadio Niko Dovana, Durrës, Albania |                                 |
| 20:30              | Inacio 38' · Arena 42' | Reporte   | 53' Srb         | Árbitro(s): Oleksii Derevinskyi      | Árbitro(s): Oleksii Derevinskyi |

| 23 de mayo de 2025 | Bélgica                      | 3:1 (3:0) | República Checa | Estadio Niko Dovana, Durrës, Albania |                           |
| 18:00              | Camara 24', 42' · Gielen 45' | Reporte   | 65' Čížek       | Árbitro(s): Mikkel Redder            | Árbitro(s): Mikkel Redder |

| 23 de mayo de 2025 | Italia                                                          | 4:2 (2:1) | Inglaterra         | Arena Egnatia, Rrogozhinë, Albania |                        |
| 20:30              | Inacio 10' (pen.) · De Paoli 37' · Campaniello 67' · Luongo 77' | Reporte   | 23', 49' Rodriguez | Árbitro(s): Joey Kooij             | Árbitro(s): Joey Kooij |

| 26 de mayo de 2025 | Bélgica            | 1:2 (1:0) | Italia                 | Estadio Niko Dovana, Durrës, Albania |                            |
| 20:30              | De Wannemacker 13' | Reporte   | 62', 79' (pen.) Inacio | Árbitro(s): Patrik Kolarić           | Árbitro(s): Patrik Kolarić |

| 26 de mayo de 2025 | República Checa         | 2:4 (0:4) | Inglaterra                                      | Arena Egnatia, Rrogozhinë, Albania |                          |
| 20:30              | Palaščák 59' · Pech 89' | Reporte   | 6' Dowman · 15' Rodríguez · 36' Howell 40' Gray | Árbitro(s): Florian Lata           | Árbitro(s): Florian Lata |

## Fase final
|  | Semifinales | Semifinales | Semifinales |          |         | Final   | Final | Final |  |
|  |             |             |             |          |         |         |       |       |  |
|  |             |             |             |          |         |         |       |       |  |
|  | Francia     | Francia     | 3           |          |         |         |       |       |  |
|  | Francia     | Francia     | 3           |          |         |         |       |       |  |
|  | Bélgica     | Bélgica     | 2           |          |         |         |       |       |  |
|  | Bélgica     | Bélgica     | 2           |          | Francia | Francia | 0     |       |  |
|  |             |             |             |          | Francia | Francia | 0     |       |  |
|  |             |             | Portugal    | Portugal | 3       |         |       |       |  |
|  | Italia      | Italia      | Portugal    | Portugal | 3       | 2 (3)   |       |       |  |
|  | Italia      | Italia      |             |          |         | 2 (3)   |       |       |  |
|  | Portugal    | Portugal    | 2 (4)       |          |         |         |       |       |  |
|  | Portugal    | Portugal    | 2 (4)       |          |         |         |       |       |  |
|  |             |             |             |          |         |         |       |       |  |

### Semifinal
| 29 de mayo de 2025 | Francia                                  | 3:2 (1:1) | Bélgica                           | Elbasan Arena, Elbasan, Albania |                           |
| 18:00              | Camara 42' · Matondo 50' · N'Guessan 54' | Reporte   | 45+2' (pen.) Fernandez · 79' Wins | Árbitro(s): Mikkel Redder       | Árbitro(s): Mikkel Redder |

| 29 de mayo de 2025 | Italia                                                  | 2:2 (1:1) (3:4 p.)         | Portugal                                          | Arena Kombëtare, Tirana, Albania |                        |
| 20:30              | Inacio 20' · Baralla 59'                                | Reporte                    | 28' Manuel · 67' Soares                           | Árbitro(s): Joey Kooij           | Árbitro(s): Joey Kooij |
|                    |                                                         | Tiros desde el punto penal |                                                   |                                  |                        |
|                    | Comotto · Prisco · Giani · Inacio · Maccaroni · Iddrisa |                            | Soares · Pereira · Neves · Mide · Dbouk · Chelmik |                                  |                        |

### Final
| 1 de junio de 2025 | Francia | 0:3 (0:2) | Portugal                           | Arena Kombëtare, Tirana, Albania |                                 |
| 20:30              |         | Reporte   | 30' Cabral · 38' Cunha · 60' Neves | Árbitro(s): Oleksii Derevinskyi  | Árbitro(s): Oleksii Derevinskyi |

| Eurocopa Sub-17 2025 |
| -------------------- |
| Bandera de Portugal  |
| Portugal             |

## Estadísticas

### Goleadores
| Jugador           | Selección  | Goles |
| ----------------- | ---------- | ----- |
| Samuele Inacio    | Italia     | 5     |
| Djylian N'Guessan | Francia    | 4     |
| Alejandro Gomes   | Inglaterra | 4     |
| Tomás Soares      | Portugal   | 3     |
| Anísio Cabral     | Portugal   | 2     |
| Ali Camara        | Bélgica    | 2     |
| Noah Fernandez    | Bélgica    | 2     |

### Asistentes
| Jugador       | Selección       | Asistencias |
| ------------- | --------------- | ----------- |
| Andrea Luongo | Italia          | 3           |
| Mateus Mide   | Portugal        | 3           |
| Finlay Gorman | Inglaterra      | 2           |
| Jesse Bisiwu  | Bélgica         | 2           |
| Rémi Himbert  | Francia         | 2           |
| Tomás Soares  | Portugal        | 2           |
| Petr Potměšil | República Checa | 2           |